# Dolní Suchá (Hrádek nad Nisou)
Dolní Suchá (deutsch Nieder Berzdorf) ist ein Ortsteil der Stadt Hrádek nad Nisou in Tschechien. Er liegt vier Kilometer südlich von Hrádek nad Nisou und gehört zum Okres Liberec.

## Geographie
Die Streusiedlung Dolní Suchá befindet sich linksseitig der Neiße am Übergang des Lausitzer Gebirges zum Jeschkengebirge. Das Dorf wird vom Natterbach, der im Tschechischen keinen Namen hat, durchflossen. Nördlich erhebt sich gegenüber dem Neißetal der Vraní vrch (329 m). Im Süden liegen der Jítravský vrch (Schwammberg, 651 m) mit dem Fellerkofel, der Vysoká (Trögelsberg, 545 m) mit den Elefantensteinen, der Kozí hřbety (Ziegenrücken) und der Ostrý vrch (Spitzstein, 507 m). Westlich schließen sich der Hřebeny (Passer Kamm, 530 m), die Krkávčí skály (Rabensteine; 499 m) und der Nad Vodárnou (Giebelsberg, 358 m) an. Über den Kamm verlaufen Bunkerlinien des Tschechoslowakischen Walls.
Nachbarorte sind Hamr und Chotyně im Norden, Pekařka im Nordosten, Bílý Kostel nad Nisou und Panenská Hůrka im Osten, Na Rozkoši und Jítrava im Süden, Černá Louže und Polesí im Südwesten, Horní Sedlo im Westen sowie Dolní Sedlo und Donín im Nordwesten.

## Geschichte
Der Ort wurde im Jahre 1562 als Dolleyssy Bertelsdorf erstmals erwähnt. Das zur Herrschaft Grafenstein gehörige Dorf bestand 1830 aus 75 Häusern und hatte 535 Einwohner. Zu dieser Zeit bestand in Nieder Berzdorf eine Dorfschule. Pfarrort war Deutsch Pankraz.
Nach der Aufhebung der Patrimonialherrschaften bildete Nieder Berzdorf ab 1850 einen Ortsteil der politischen Gemeinde Ketten in der Bezirkshauptmannschaft Reichenberg. 1869 lebten in Nieder Berzdorf 657 Menschen. 1878 wurde Nieder Berzdorf eigenständig, im Jahre 1900 hatte die Gemeinde 866 Einwohner und bestand aus 122 Häusern. Der Nationalität nach waren 857 Deutsche und ein Tscheche in Nieder Berzdorf wohnhaft. Zu Nieder Berzdorf gehörte weiterhin die Ortslage Hammerdrehe. Im Jahre 1895 wurde die Verbindungsstraße nach Weißkirchen erbaut. Bedeutendstes Unternehmen war zu dieser Zeit die Textilfabrik Limburger.
1930 lebten in Nieder Berzdorf / Suchá Dolní 928 Menschen. Nach dem Münchner Abkommen wurde die Gemeinde 1938 dem Deutschen Reich zugeschlagen und gehörte bis 1945 zum Landkreis Reichenberg. 1939 hatte die Gemeinde 810 Einwohner. Nach dem Ende des Zweiten Weltkrieges kam Nieder Berzdorf zur Tschechoslowakei zurück und die deutsche Bevölkerung wurde bis 1946 vertrieben. 1950 hatte Dolní Suchá nur noch 401 Einwohner. Am 1. Januar 1961 erfolgte die Eingemeindung nach Chotyně. Zugleich wurde das Dorf vom Okres Liberec-okolí zum Okres Liberec zugeordnet. 1970 lebten in dem Dorf 349 Menschen und 1991 waren es nur noch 193. Seit der Umgemeindung im Jahre 1980 gehört Dolní Suchá zu Hrádek nad Nisou. 1991 hatte der Ort 193 Einwohner. Im Jahre 2001 bestand das Dorf aus 74 Häusern, in denen 263 Menschen lebten.

## Söhne und Töchter der Gemeinde
- Helmut Breuer (1944–1963), Opfer an der innerdeutschen Grenze